# Seman
Seman (t. Semani, Semeni, Apsus) – rzeka w południowej Albanii, z zlewisku Morza Adriatyckiego. Długość – 85 km, powierzchnia zlewni – 5649 km², średni przepływ – 95,7 m³/s.
Seman powstaje z połączenia koło miasta Kuçova dwóch sporych rzek – Devoll i Osum. Płynie na zachód, następnie na północny zachód przez nizinę Myzeqe, silnie meandrując. Koło Fier przybiera swój jedyny dopływ Gjanicë. Uchodzi do Adriatyku tuż na południe od laguny Karavasta.